# Pramen knížete Václava
Pramen Kníže Václav I a II, původně Bernardův, je osmý karlovarský minerální pramen. Nachází se na levém břehu řeky Teplé uprostřed lázeňské části Karlových Varů. Umístěn je na Mlýnské kolonádě a je rozveden do dvou pramenních váz. Jedna část pramene o teplotě 66,6 °C je vyvedena do pramenní vázy přímo na kolonádu, druhá váza je umístěna na prostranství před kolonádou. Tam má teplotu 64 °C. Oba zdroje jsou volně přístupné.

## Historie
První zmínky o nepříliš vydatném pramenu na úpatí skály, kde stávala socha sv. Bernarda, se objevují v roce 1784. Bylo to v místech, kde stála Bernardova skála, a kdy ještě zasahovala až do koryta řeky. Pramenu byla věnována větší pozornost až po četných výkopech, kdy se jeho vydatnost zvýšila natolik, že byl přirovnáván k Vřídlu. Nebyl dlouho pojmenován, ale nakonec dostal jméno Bernardův podle skály, zpod níž vytryskl. Mohutnost výstřiku přesahovala tehdy čtyři metry a teplotu měl téměř 70 °C. Vyvěral na dvou místech, kde byl podchycen dřevěnými jímkami a vyveden vlastním vztlakem do výše 4,75 metrů. Voda byla rozváděna jednak do lázeňských domů a využívána ke koupelím, ale také byla přiváděna do přilehlé budovy do kotlů, kde se vyráběla léčivá karlovarská sůl. V důsledku zarůstání jímacího zařízení poklesla postupem času vydatnost i teplota pramene. Od roku 1847 byl několikrát jímán a byl jedním z prvních, kde bylo použito jímání pomocí vrtů.
V letech 1870–1871 byla nad pramenem vystavěna kamenná Mlýnská kolonáda podle návrhu architekta Josefa Zítka. Tehdy byl vývěr pramene sveden do dvou pramenních váz z cínu a žuly, do té doby byly vývěry zachycovány odděleně.

## Současný stav
Přestože pramen pochází z jednoho zdroje, jeho teplota i vydatnost jsou různé. První vývod pramene Kníže Václav I je přímo v promenádní hale Mlýnské kolonády. Jeho teplota je zde 66,6 °C a vydatnost 5,5 l/min. Druhý vývod Kníže Václav II má pramenní vázu umístěnu několik metrů před kolonádu na přemostění řeky Teplé. Zde má teplotu 64 °C a vydatnost je 1,6 l/min. Obsah CO2 je u obou vývodů stejný: 500 mg/litr.
Pozn.: Římské číslice I a II za názvem pramene znamenají čísla vývodů, tedy Kníže Václav (vývod I) a Kníže Václav (vývod II).

## Fotogalerie

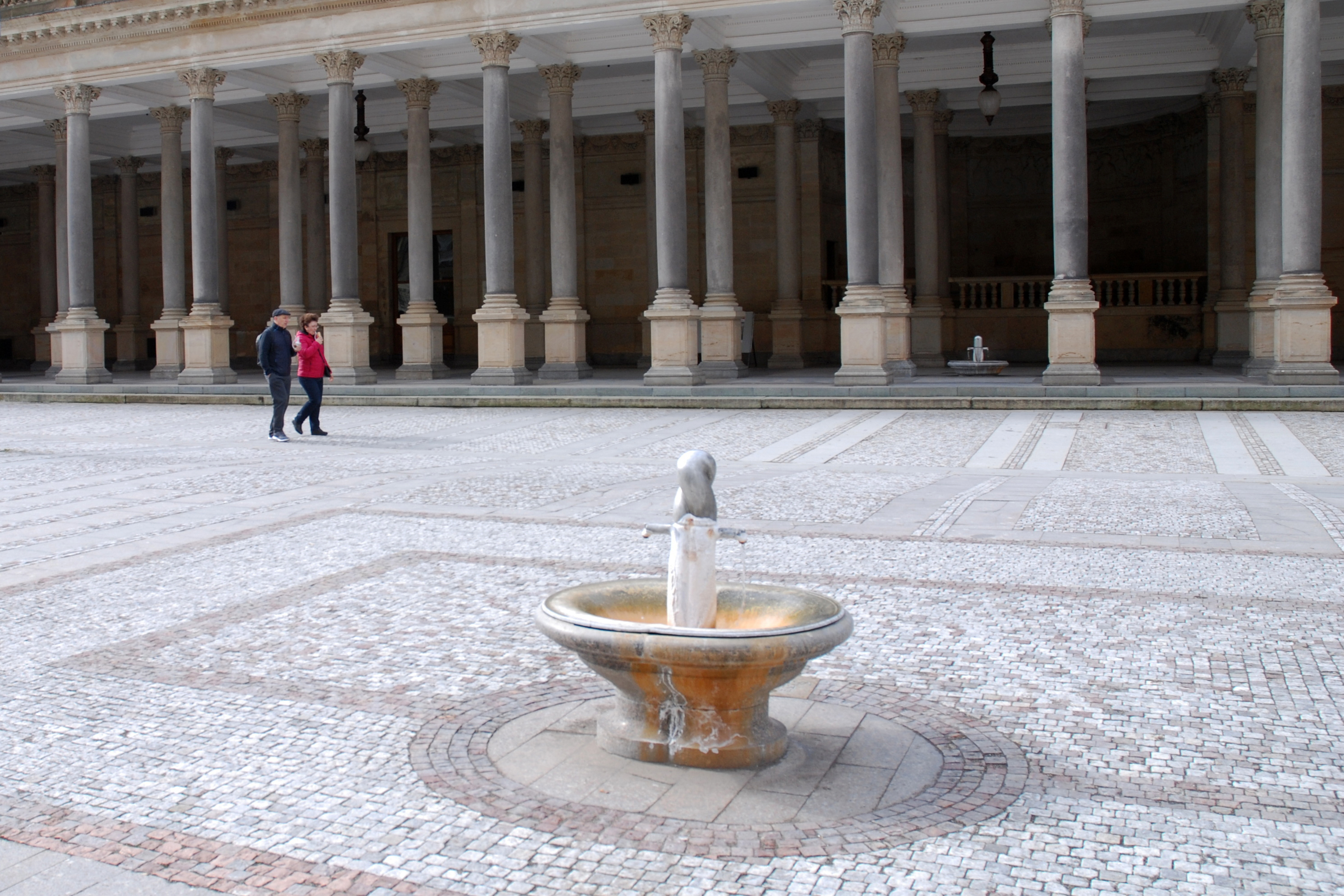
Kníže Václav II, v pozadí Kníže Václav I, 13. března 2019
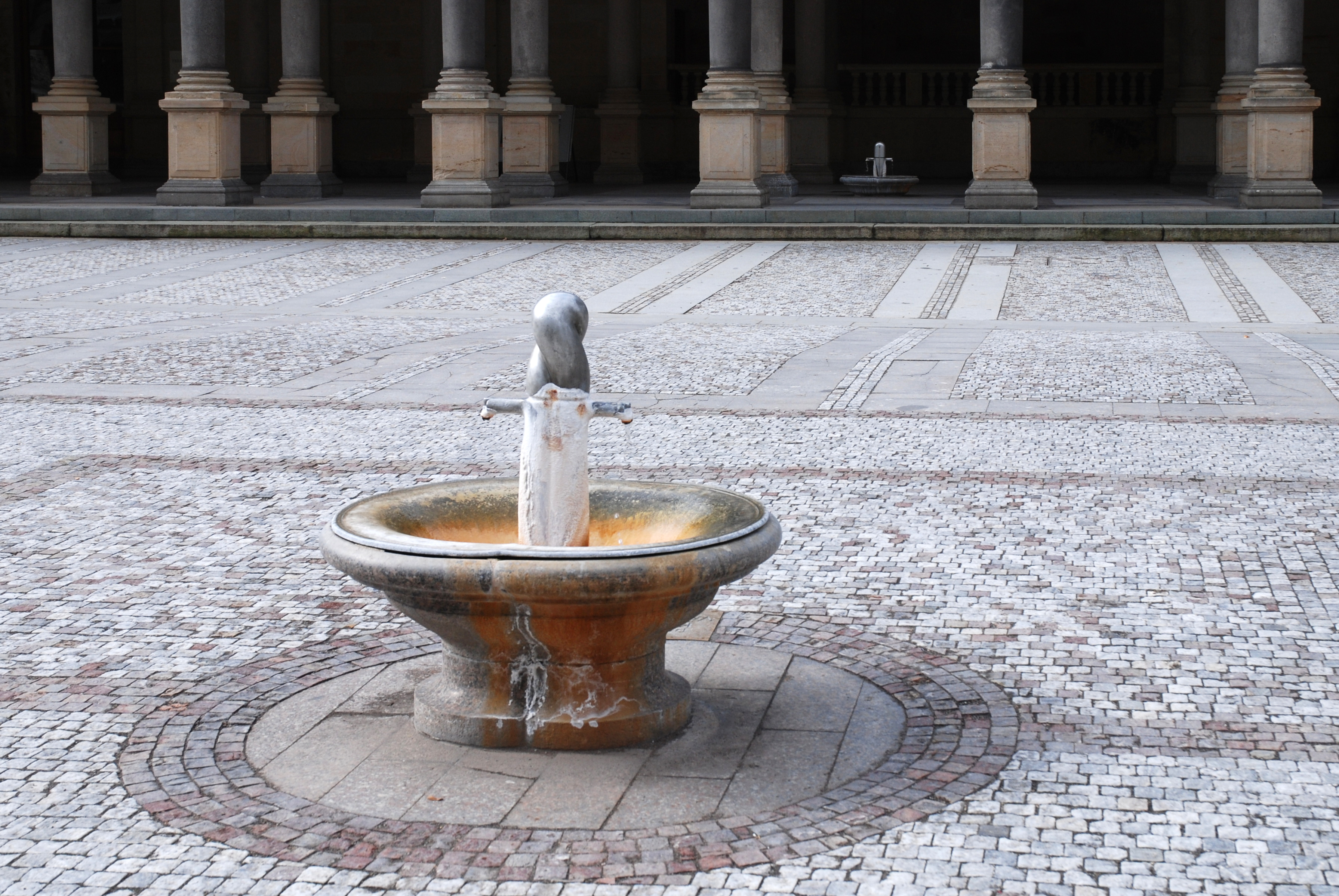
Kníže Václav II, v pozadí Kníže Václav I, 13. března 2019
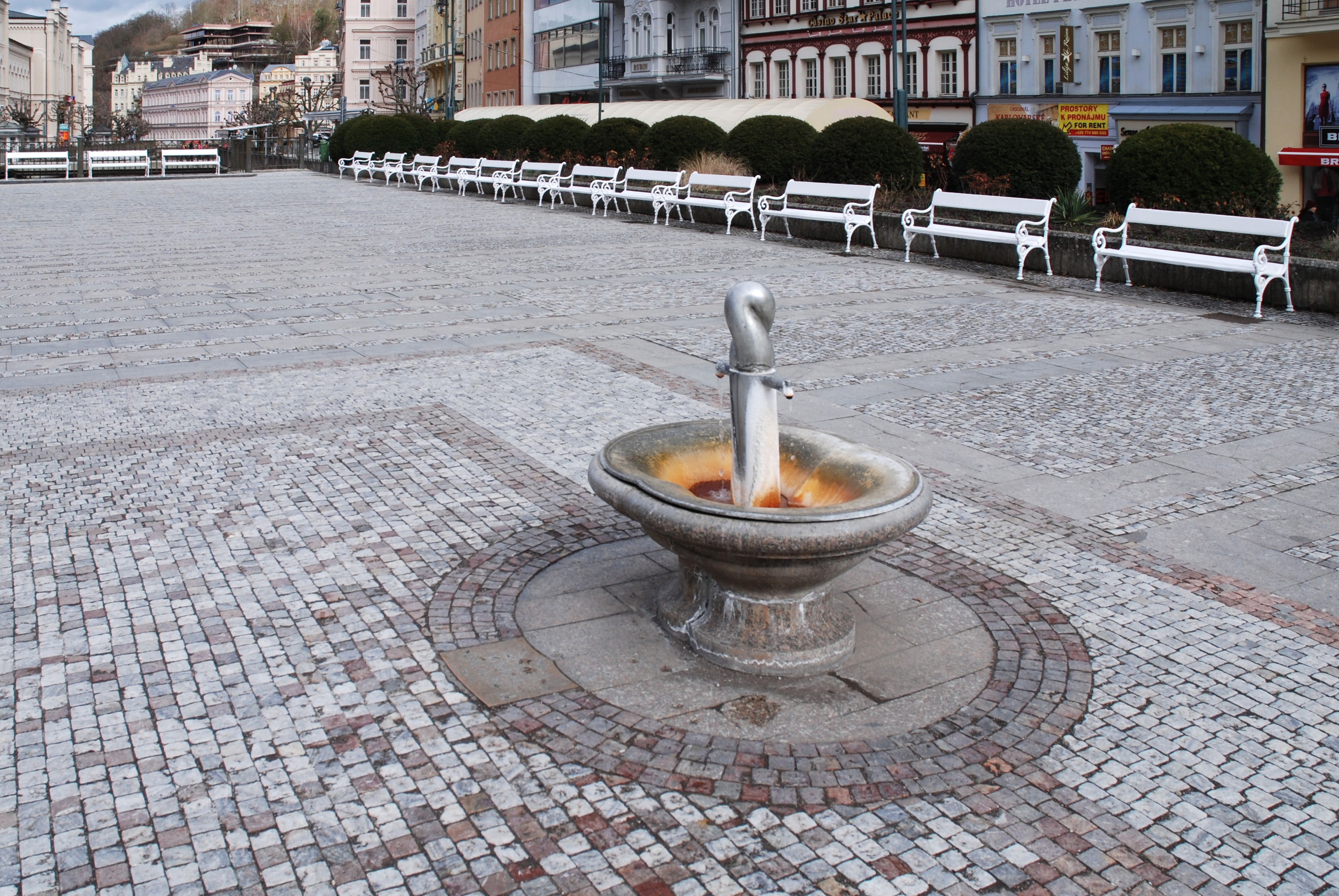
Kníže Václav II před Mlýnskou kolonádou, 13. března 2019
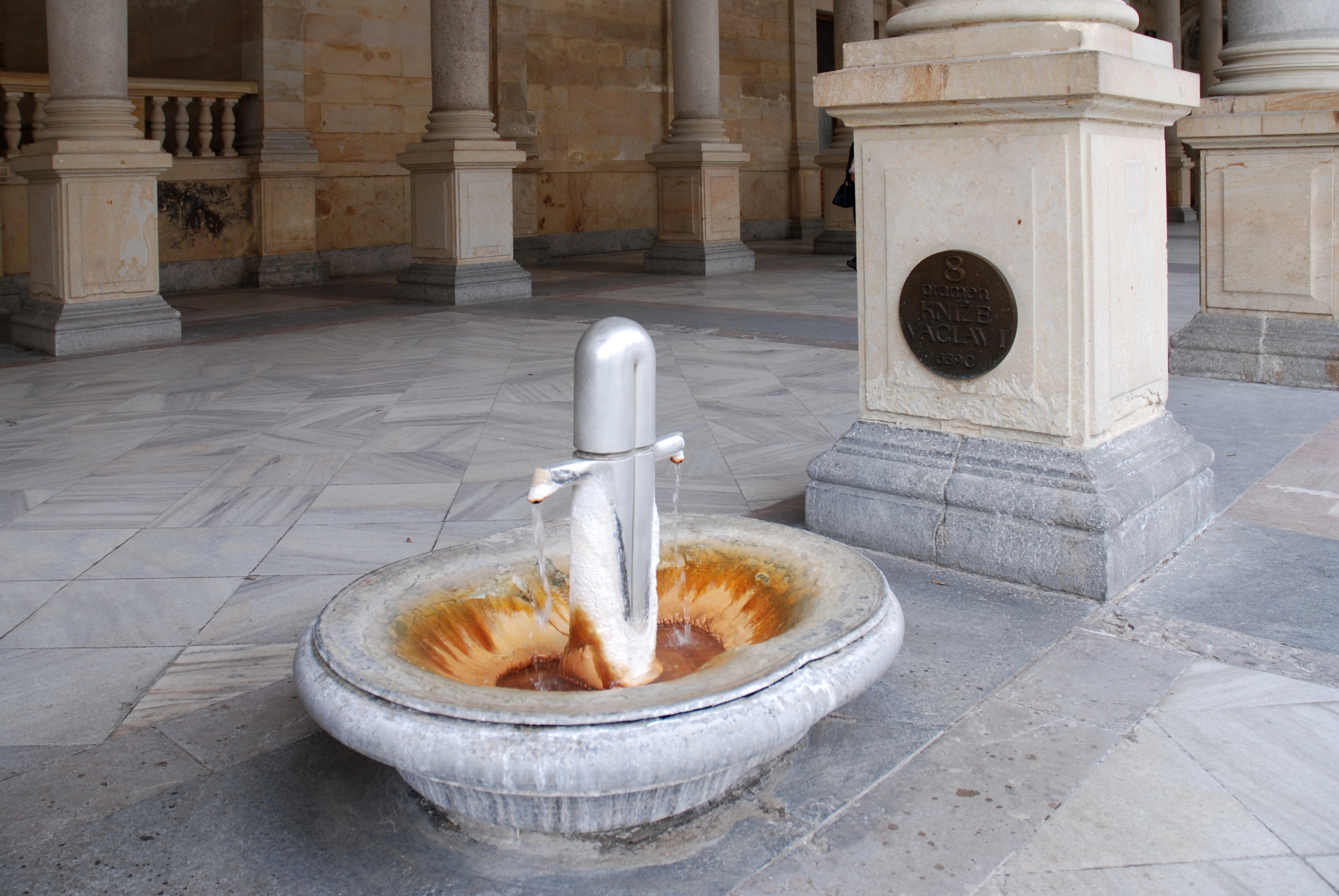
Kníže Václav I v Mlýnské kolonádě, 13. března 2019
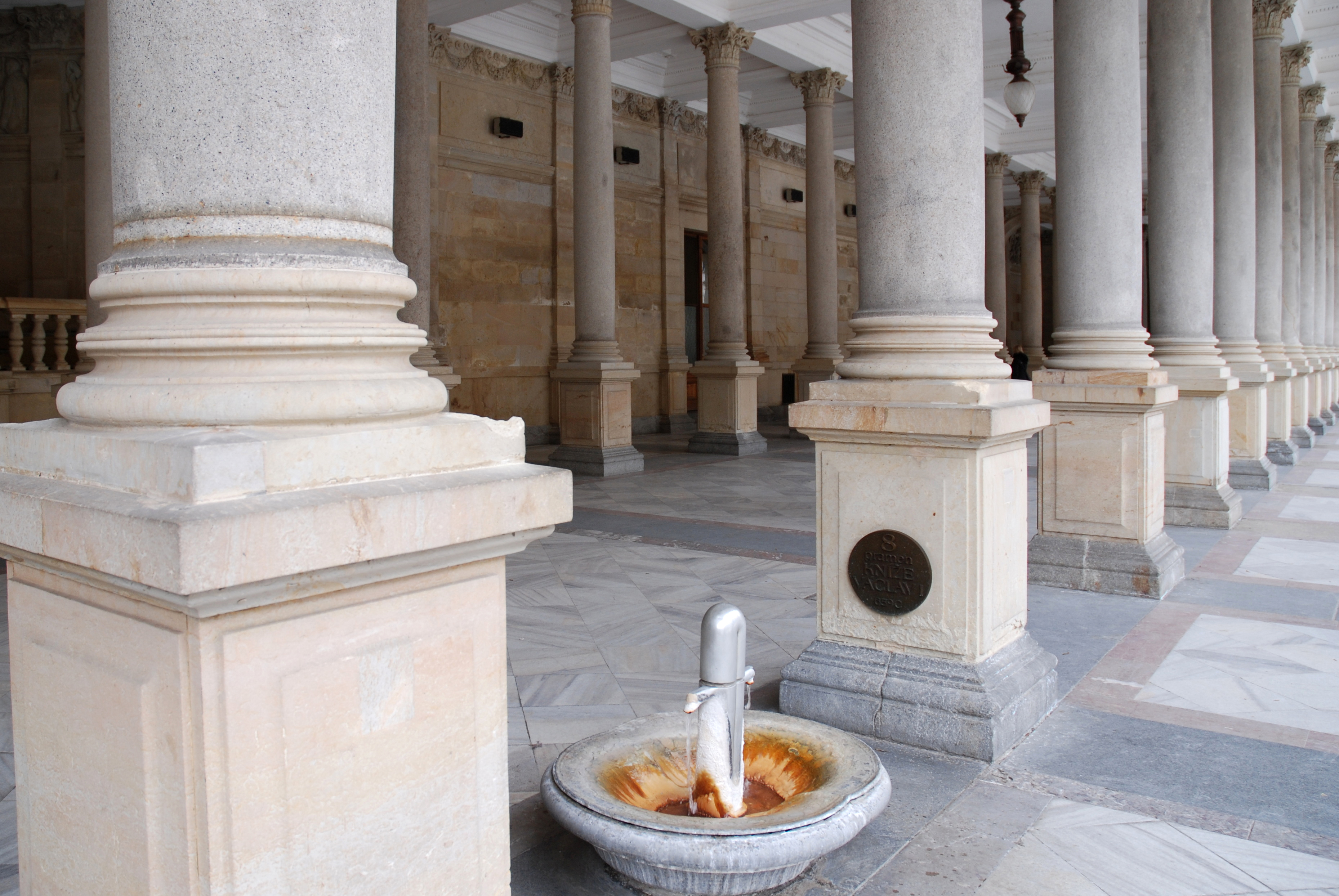
Kníže Václav I v Mlýnské kolonádě, 13. března 2019
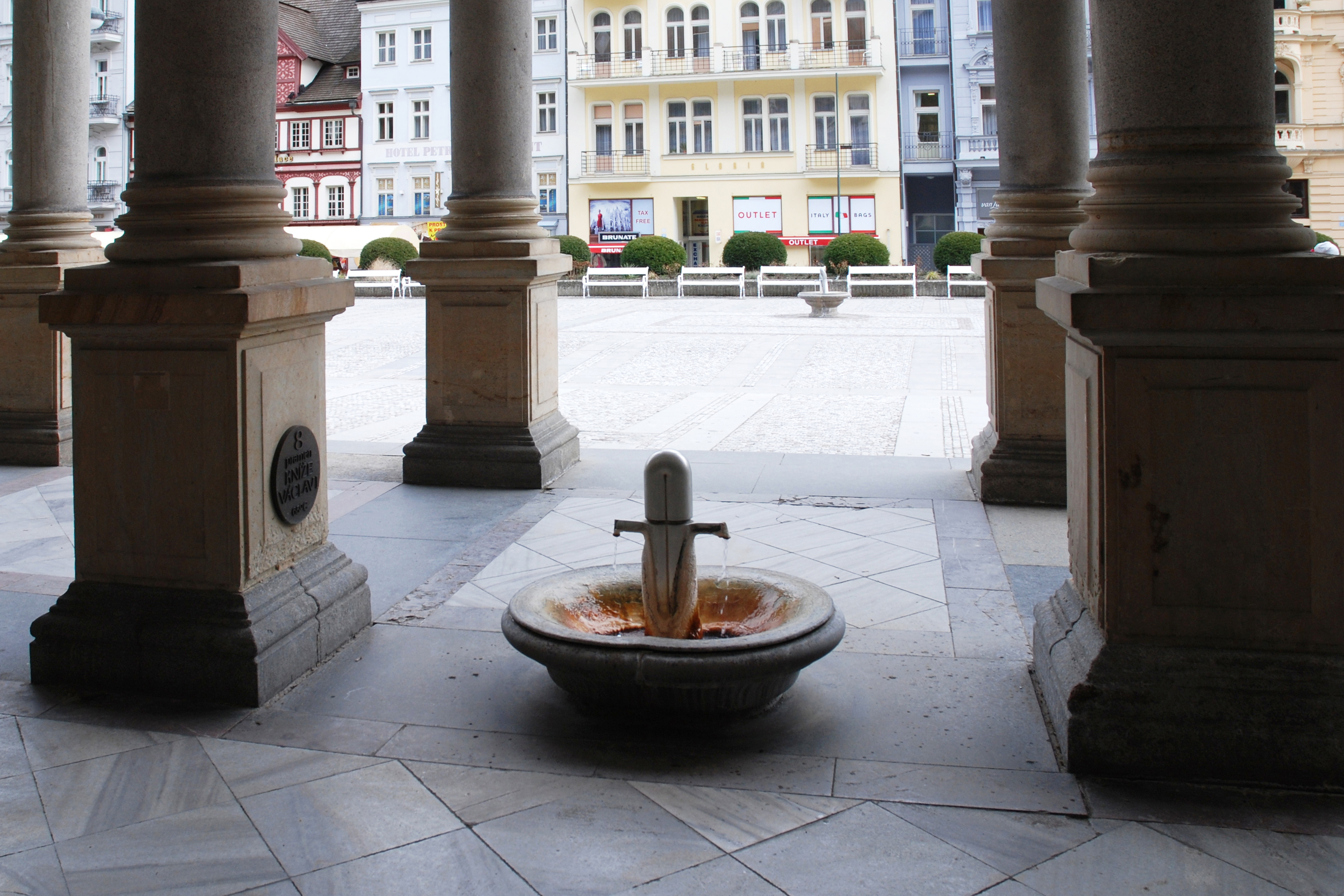
Kníže Václav I v Mlýnské kolonádě, v pozadí Kníže Václav I, 13. března 2019